# Холангіоцит
Холангіоцити — це епітеліальні клітини жовчної протоки. Вони мають кубоїдну форму у малих міжчасточкових жовчних протоках, але стають циліндричними та секретують карбонат у більших жовчних протоках, ближче до воріт печінки та позапечінкових протоках. Вони сприяють виживанню гепатоцитів, транспортуючи жовчні кислоти.

## Функція
У здоровій печінці холангіоцити сприяють секреції жовчі шляхом вивільнення бікарбонату та води. Відомо, що кілька гормонів та місцево діючих медіаторів сприяють секреції рідини/електролітів холангіоцитів. До них належать секретин, ацетилхолін, АТФ та бомбезин.
Холангіоцити діють через незалежний від жовчних кислот потік жовчі, який зумовлений активним транспортом електролітів. На відміну від них, гепатоцити секретують жовч через залежний від жовчних кислот потік жовчі, який пов'язаний з канальцевою секрецією жовчних кислот за допомогою транспортерів, керованих АТФ. Це призводить до пасивної трансклітинної та параклітинної секреції рідини та електролітів через осмотичний ефект.

## Клінічне значення
Порушення функціонування холангіоцитів лежить в основі різноманітних патологічних станів, відомих як «холангіопатії». До цих захворювань належать первинний біліарний цироз, первинний склерозуючий холангіт, СНІД-холангіопатія, синдроми зникаючих жовчних проток, синдром Алажілля, муковісцидоз та атрезія жовчних проток. Часто найкращим або єдиним варіантом лікування холангіопатій є трансплантація печінки, і вони становлять значний відсоток причин трансплантацій печінки як у дорослих, так і у дітей.

## Дослідження
Дослідження холангіоцитів зосереджені на таких процесах, як механізми секреції рідини/електролітів, регуляція їх проліферації, роль холангіоцитів у патогенезі фіброзу та цирозу печінки, а також апоптоз холангіоцитів. Також проводяться дослідження окремих холангіопатій.